# (6434) Jewitt
(6434) Jewitt (1981 OH) – planetoida z pasa głównego asteroid okrążająca Słońce w ciągu 3,55 lat w średniej odległości 2,33 j.a. Odkryta 26 lipca 1981 roku.